# Gabriel Somi
Gabriel Somi (Örebro, 24 agosto 1991) è un calciatore svedese naturalizzato siriano, difensore o centrocampista svincolato.

## Caratteristiche tecniche
Terzino sinistro, come caratteristiche principali gli vengono attribuite velocità e tecnica.

## Carriera

### Club
Nato a Örebro da una famiglia di origine mediorientale, è cresciuto nelle giovanili nell'IFK Kumla. Nel 2009 ha giocato con l'Örebro Syrianska nel campionato di Division 3, la quinta serie nazionale, rimanendovi fino al 2011.
Nel 2012 l'allora ventenne Somi ha fatto il grande passo in Allsvenskan con il trasferimento al Syrianska della città di Södertälje, squadra anch'essa giallorossa e anch'essa fondata da immigrati siriaci. Nella massima serie gioca 22 incontri in due anni, di cui 18 da titolare. Rimane al Syrianska per altri due anni anche dopo la retrocessione in Superettan.
Scaduto il contratto con il Syrianska, è stato ingaggiato dall'Östersund che si apprestava a disputare la sua prima annata in Allsvenskan.
Il 5 gennaio 2018 passa al New England Revolution a parametro zero. Nel giugno 2019 si è svincolato con cinque mesi di anticipo rispetto alla fine del contratto, complice il mancato spazio ottenuto negli ultimi mesi.
Rimasto svincolato per qualche mese, Somi nel febbraio 2020 ha firmato un contratto annuale con l'AFC Eskilstuna, squadra che si apprestava a disputare il campionato di Superettan 2020 vista la retrocessione dall'Allsvenskan dell'anno precedente quando ancora Somi non era in rosa. A fine anno ha lasciato il club.
Il 20 aprile 2021 è stato presentato – contemporaneamente al centrocampista Ammar Ahmed – come nuovo ingaggio dello United IK Nordic neopromosso in Division 2, ovvero la quarta serie svedese. La sua permanenza è durata due stagioni.

### Nazionale
Viene convocato per la prima volta con la nazionale siriana in occasione della partita Siria-Australia valida per le qualificazioni al Mondiale 2018.

## Palmarès

### Club

#### Competizioni nazionali
- Coppa di Svezia: 1

Östersund: 2016-2017